# Reggenza di Temanggung
La reggenza di Temanggung (in indonesiano: Kabupaten Temanggung) è una reggenza dell'Indonesia, situata nella provincia di Giava Centrale.